# Tam Kỳ Stadium
Das Tam Kỳ Stadium (vietnamesisch Sân vận động Tam Kỳ) ist ein in der vietnamesischen Stadt Tam Kỳ,  Provinz Quảng Nam, befindliches Mehrzweckstadion. Es wird als Heimspielstätte des Zweitligisten Quảng Nam FC genutzt. Das 1980 eröffnete Stadion hat ein Fassungsvermögen von 15.000 Personen.
2018 und 2019 fand in dem Stadion das Endspiel des vietnamesischen Pokals statt.